# Chemin de fer de la Haute Volga
Le chemin de fer de la Haute Volga (en russe : Верхне-Волжская железная дорога) est un chemin de fer privé dans la région de la Haute Volga en Russie, construit en 1914-1921 et dans la seconde moitié des années 1930. Ce chemin de fer est prévu dans le cadre de la voie de remisage de Saint-Pétersbourg à Moscou. Aujourd'hui, les lignes font partie de la région de Moscou du Chemin de fer d'Octobre.

## Lignes construites

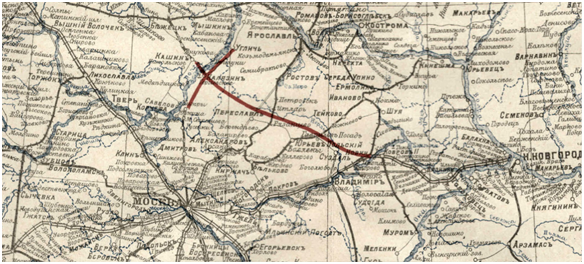
Projet de construction des lignes ferroviaires.

- Saviolovo (ru)—Kaliazine (1918)
- Kachine–Kaliazine (1918)
- Kaliazine–Ouglitch (années 1930)
- Kaliazine–Novki (non réalisé)

## Histoire
Le chemin de fer de la Haute-Volga est conçu et construit au début du XXe siècle sur une voie économiquement prometteuse joignant Tver, Rybinsk et Nijni Novgorod, qui est peu couverte par le transport ferroviaire rapide à cette époque.
Le chemin de fer de la Haute Volga était censé relier les villes de Kachine, Kaliazine, Rybinsk et Ouglitch entre elles, ainsi qu'avec la branche Moscou-Saviolovo achevée en 1900, ce qui permettait d'accélérer considérablement la livraison de marchandises à Moscou depuis la Volga, qui se réalisait alors sur des barques à fond plat et à basse vitesse. La construction du chemin de fer de la Haute-Volga dont les branches principales ont été localisées et conçues au nord - nord-ouest de Moscou, dans les régions actuelles de Tver, Iaroslavl et Vladimir, par ailleurs les travaux de la Société par actions à sa création peuvent être qualifiés d'analogues d'avant la révolution de ce que l'on appelle aujourd'hui partenariat public-privé.
Une telle concession ou une forme mixte de financement et de gestion public-privé était typique dans la construction de chemins de fer dans l’Empire russe. Dans le contexte d'essor du chemin de fer du milieu du XIXe siècle, l'État Russe a financé la construction des lignes à l'aide de financements publics, aux dépens du trésor et de financements privés en privilégiant périodiquement l'un ou l'autre système de construction.
De la seconde moitié du XIXe siècle à la révolution de 1917 plusieurs lignes de chemin de fer principales ont été aménagées et exploitées avec la participation de l’État, qui constituaient la base du réseau ferroviaire russe que nous voyons aujourd’hui. Le Chemin de fer de l'Est chinois (KVJD), les grandes lignes de Kouloundinskaïa et Minousinskaïa, le chemin de fer d'Akkerman, le réseau de chemin de fer du Sud-Est, le chemin de fer Olonetskaïa - toutes ces routes ont été construites avec la participation d'entrepreneurs privés concessionnaires réunis sous la forme de sociétés par actions. La notion de société par actions dans la Russie pré-révolutionnaire était fixée dans le « Règlement sur les sociétés par actions », approuvé par un décret du 6 décembre 1836 et valable jusqu'à la Révolution d'Octobre.
Les fondateurs des sociétés de chemin de fer recevaient l’autorisation et le soutien administratif de l’État, mais ils comportaient des risques financiers énormes. Afin d’obtenir la permission de créer une société par actions, ils avaient besoin du consentement de l'autorité suprême ou d'organes subordonnés, ainsi que du Ministre des Finances. Les projets étaient très risqués pour les entrepreneurs : même avant l’autorisation de créer une entreprise, ils étaient obligés de mener des recherches sur le tracé ; faire un projet complet de la route ; établir des estimations pour tous les projets de construction ; et contribuer également 5 % du montant total du capital de construction à la Banque d'État. Dans le même temps, le gouvernement pourrait rejeter le projet ou même totalement refuser la concession. Malgré les risques, l'exploitation des chemins de fer était économiquement attrayante. Le gouvernement garantissait l'exécution des obligations découlant des valeurs mobilières des sociétés de chemin de fer. Les détenteurs des actions recevaient un dividende ferme, non pas au moment de la mise en service de la ligne, mais à compter du jour de la constitution de la société par actions.

## Fondateurs de la Société pour la construction et l’exploitation du chemin de fer de la Haute Volga et sa Charte

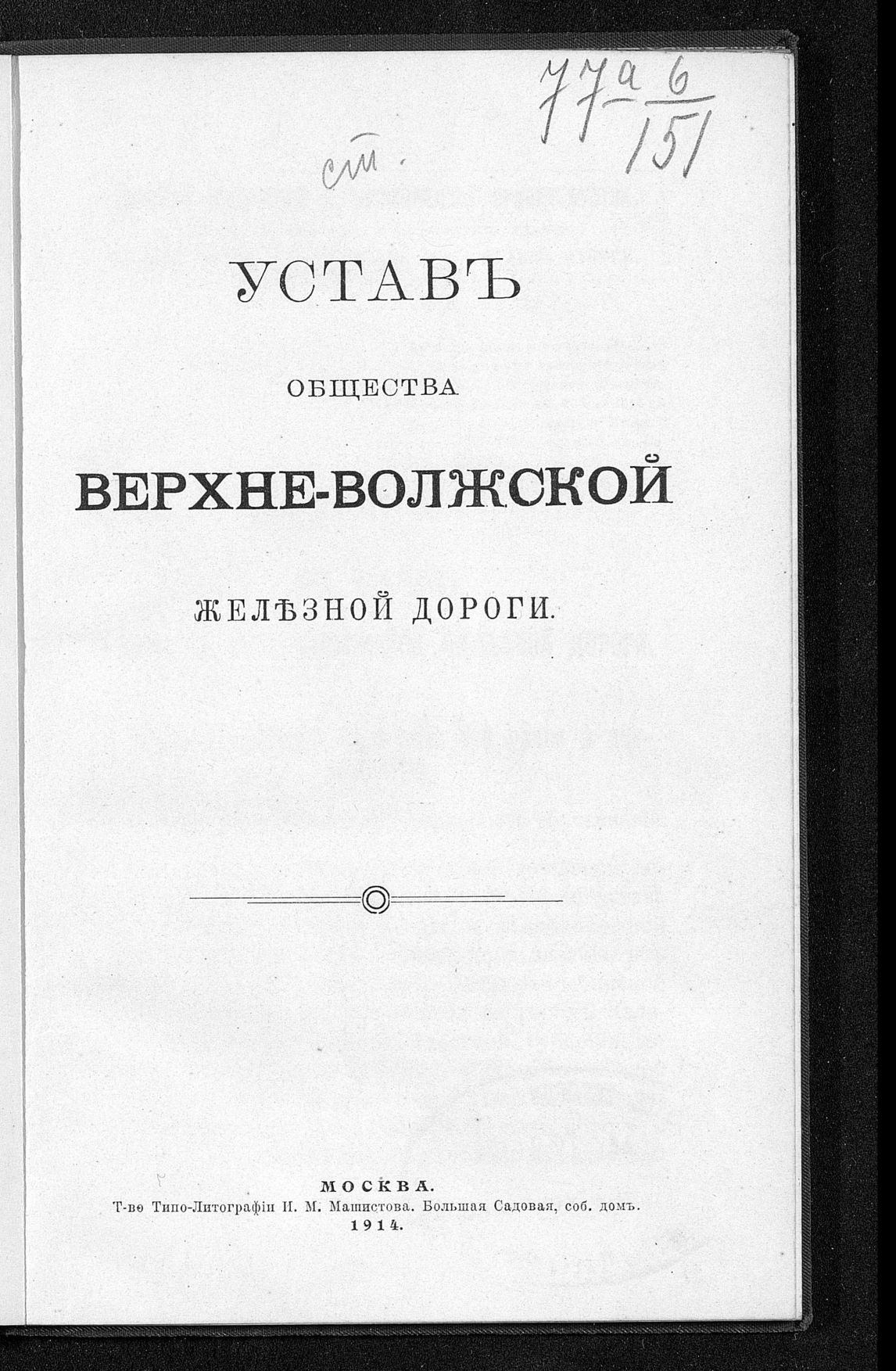
La Charte de la Société du chemin de fer de la Haute Volga.

Parmi les fondateurs de la Société du chemin de fer de la Haute Volga étaient l’homme d'affaires Nikolaï Vassilievitch Beliaïev (1859-1920), le citoyen d'honneur de Pereslavl-Zalesski Leonid Sergueïevitch Pavlov (1870-1917), l’ingénieur des chemins de fer Fedor Nikolaïevitch Mamontov, le gentilhomme Nikolaï Mitrofanovitch Andreïev, le citoyen d'honneur Ivan Orestovitch Kourlioukov et le major général Anatoli Anatolievitch Rheinbott (1868-1918).
Le conseil d'administration de la Société était situé à Moscou et la direction de la construction de lignes de chemin de fer se situait à Saint-Pétersbourg dans la maison de Pertsov. Le président du conseil d'administration était Nikolai Vassilievitch Beliaïev.
Le droit le plus important que les actionnaires de la Société aient reçu était le droit de posséder la route ferroviaire et ses filiales pendant 81 ans à compter du jour de l’ouverture de la circulation.
Dans le même temps, la Société a assumé de nombreuses obligations envers l’État. Ainsi, à l'expiration de la période de 81 ans, le chemin de fer et les autres biens de la Société auraient dû être transférés gratuitement au Trésor. Les biens de la Société, tant immobiliers que mobiliers, qui constituaient la propriété du chemin de fer, ne pouvaient être aliénés ou hypothéqués sans l'autorisation du gouvernement.
La Société était entre autres chargée des enquêtes sur la construction de la ligne Ouglitch-Rybinsk, du transport du courrier et, le cas échéant, des troupes, l'attribution d'appartements aux fonctionnaires du bureau de poste et télégraphe, la construction d'une station d'alimentation militaire sur la ligne Kachine-Novki.
La capacité de trafic de la voie ferrée devait être de trois paires de trains de voyageurs et de six paires de trains de marchandises par jour. On envisage également d'utiliser la route aussi pour la circulation des trains militaires.
Le chemin de fer devait être construit en 3 ans. Le coût total du projet, y compris le matériel roulant, ainsi que le capital roulant de l'entreprise devait s'élever à 21 620 000 roubles,.

## Construction des lignes ferroviaires avant la Révolution bolchevique

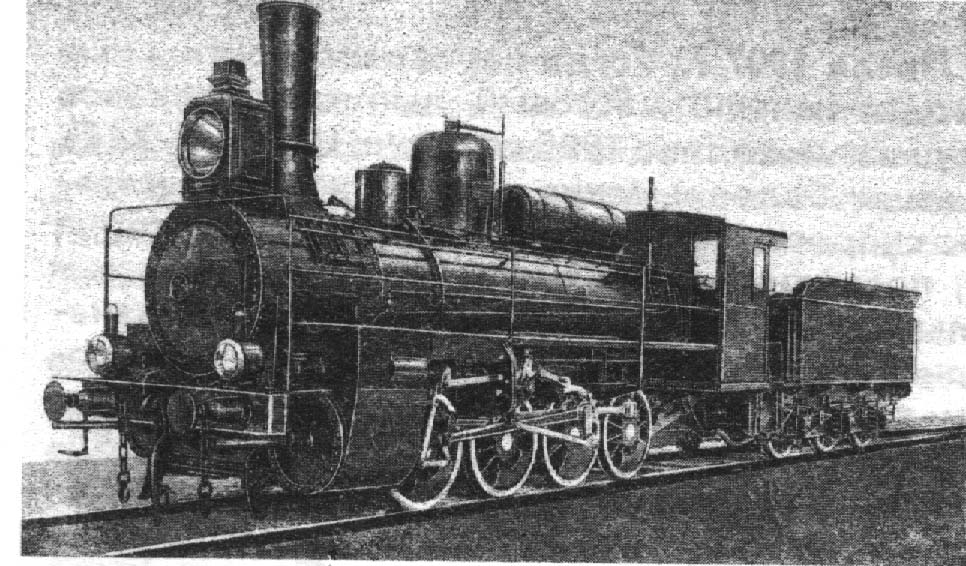
Locomotive de type "O". Exploité dans les années 1900, 1910, 1920 sur les lignes Moscou-Saviolovo, puis Saviolovo-Kaliazine.

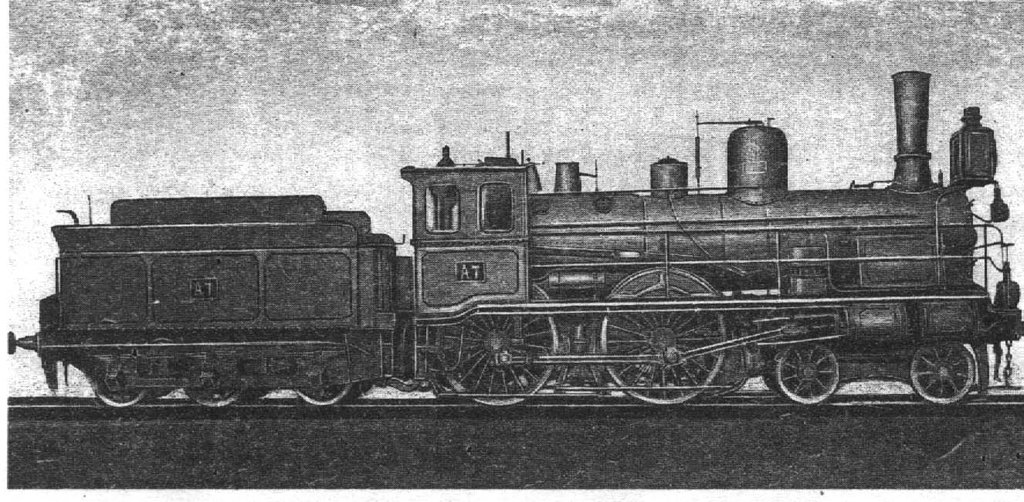
Locomotive de type "2-2-0-P". Exploité dans les années 1900, 1910, 1920 sur les lignes Rybinsk-Bejetsk et Kachine–Krasny Kholm.

Le chemin de fer de la Haute Volga a été construit pour relier les villes de Kachine (à l'époque gare du chemin de fer Moscou-Vindavo-Rybinsk), Kaliazine et la gare de Novki du chemin de fer Moscou-Nijni Novgorod.
De Kaliazine, deux autres succursales devaient également être construites. Le premier - à la gare de Saviolovo (à l'époque - sous l'autorité des Chemins de fer du Nord), et le second - à la ville d'Ouglitch. Selon les données de 1914, la longueur totale de la route devait être de 332 verstes. La ligne Kachine-Novki aurait dû être la plus longue - environ 239 verstes, la branche Kaliazine-Saviolovo - 50 verstes, et la branche Kaliazine-Ouglitch - environ 43 verstes.
En raison de la Première Guerre mondiale et de la révolution de 1917, la construction a été réalisée à un rythme très lent. Au cours des années 1914-1917 la Société a construit la ligne de chemin de fer Kaliazine-Saviolovo, ouverte en 1918.
La deuxième branche « courte » de Kachine-Kaliazine a aussi été construite. L'ouverture de tronçon de chemin de fer a fermé la route réservée de Moscou à Saint-Pétersbourg en passant par Kaliazine, Ovinichtche, Khvoinaïa, Mga. En 1916 des déclarations de prix ont été élaborées pour la construction des lignes Kachine-Novki et Saviolovo-Ouglitch. Cependant, en raison de la même situation financière difficile dans le pays, la construction de l'arc de Saviolovo de Kaliazine à Rybinsk par Ouglitch n’a pas commencé.

## Les lignes du chemin de fer de la Haute Volga à l’époque soviétique
Après 1918 certains membres de la Société de chemin de fer de la Haute Volga, comme Nikolai Vassilievitch Beliaïev, ont été frappés de répressions et les lignes ferroviaires construites par la Société sont nationalisées et transférées à la juridiction du Commissariat du peuple des voies de communication.
Les projets « impériaux » de construction de la ligne Kaliazine-Ouglitch-Rybinsk ont été réactivés dans les années 1930 au moment de l’industrialisation quand il est devenu nécessaire d’apporter des matériaux pour la construction du barrage d'Ouglitch. En peu de temps, le tronçon de voie de Kaliazine-Ouglitch (48 km) a été construit sur le projet historique de la Société, et ouvert pour la circulation en 1937. La construction du tronçon Ouglitch-Rybinsk n'a jamais été réalisée.
En raison de la mise en eaux du réservoir d'Ouglitch dans certains tronçons et gares du chemin de fer de la Haute Volga ont dû être déplacés, y compris la vieille ville de Kaliazine. La même chose s’est produite avec les agglomérations situées entre les villes d’Ouglitch et de Rybinsk avec la création du réservoir de Rybinsk.

## Chemin de fer de la Haute Volga aujourd’hui
Aujourd'hui, les branches de Saviolovo-Kaliazine et Kaliazine-Ouglitch font partie de la direction Saviolovsky. Ils transportent les trains de marchandises et les trains de voyageurs Moscou-Rybinsk.

## Archives
- Archive d’État de Moscou. F. 1434. Op.1. Conseil de la Société du chemin de fer de la Haute-Volga, 1914—1917. Dd.1-10.
- Archive d’État de Saint-Petersbourg. F. R-9346. Op.1. Département de la construction du chemin de fer de la Haute Volga - Comité des institutions publiques du Conseil économique suprême de la RSFSR (1917 - [1921]). Dd.158. 1917—1921.
- Archive historique de l’État russe. F.350. Op.77. Chemin de fer de la Haute Volga et autres, 1873—1917.